# Merlscheid (Belgien)
Merlscheid ist ein Ortsteil der Großgemeinde Büllingen in der Deutschsprachigen Gemeinschaft (DG) im äußersten Osten Belgiens. Merlscheid zählt 64 Einwohner und gehört zur Teilgemeinde Manderfeld; es liegt rund 2 Kilometer nördlich der Ortschaft Manderfeld und 11 Kilometer südöstlich des Hauptorts Büllingen.
In Merlscheid befindet sich die St. Brixiuskapelle aus dem 18. Jahrhundert, ein geschütztes Kulturdenkmal.

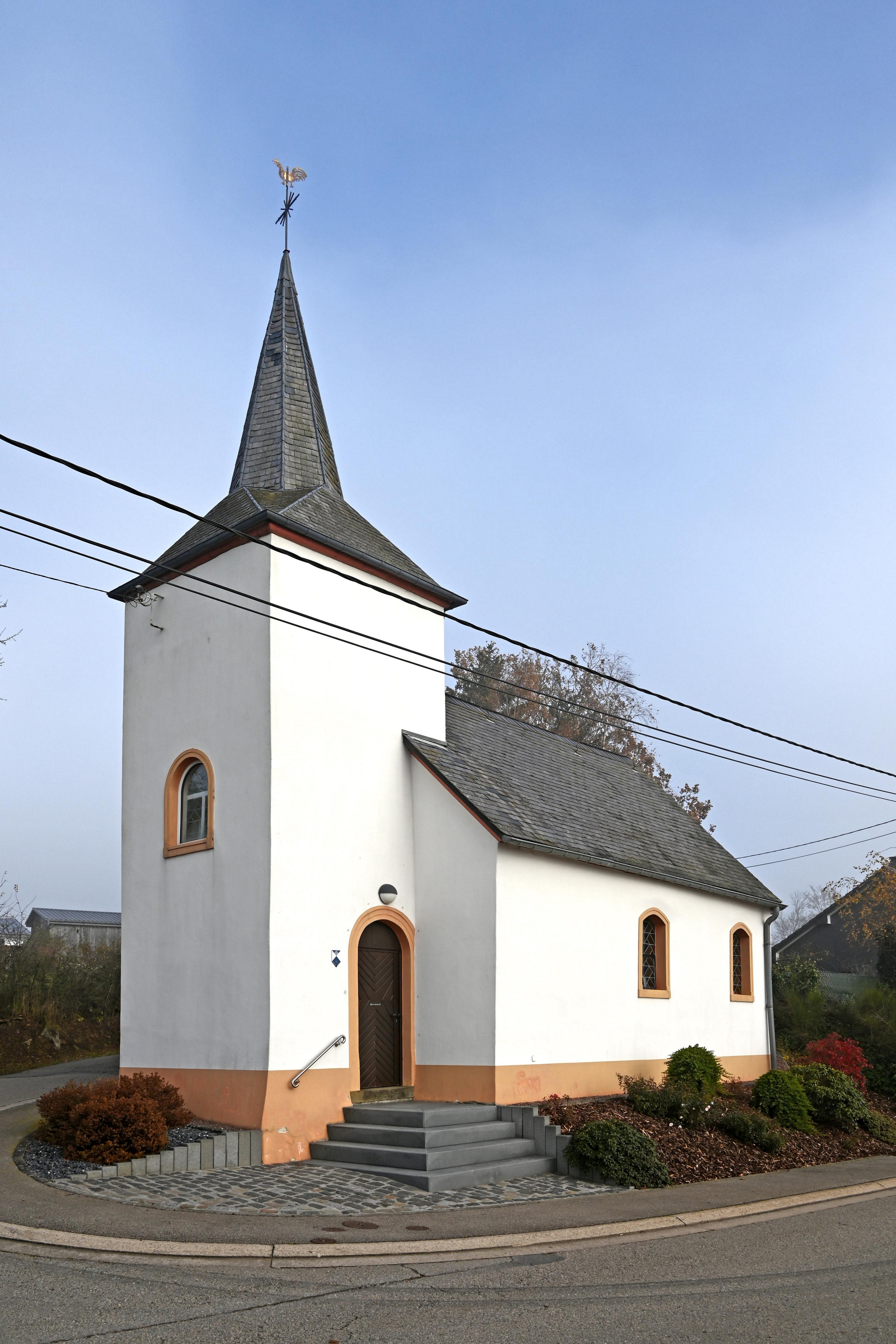
St. Brictius (1737)
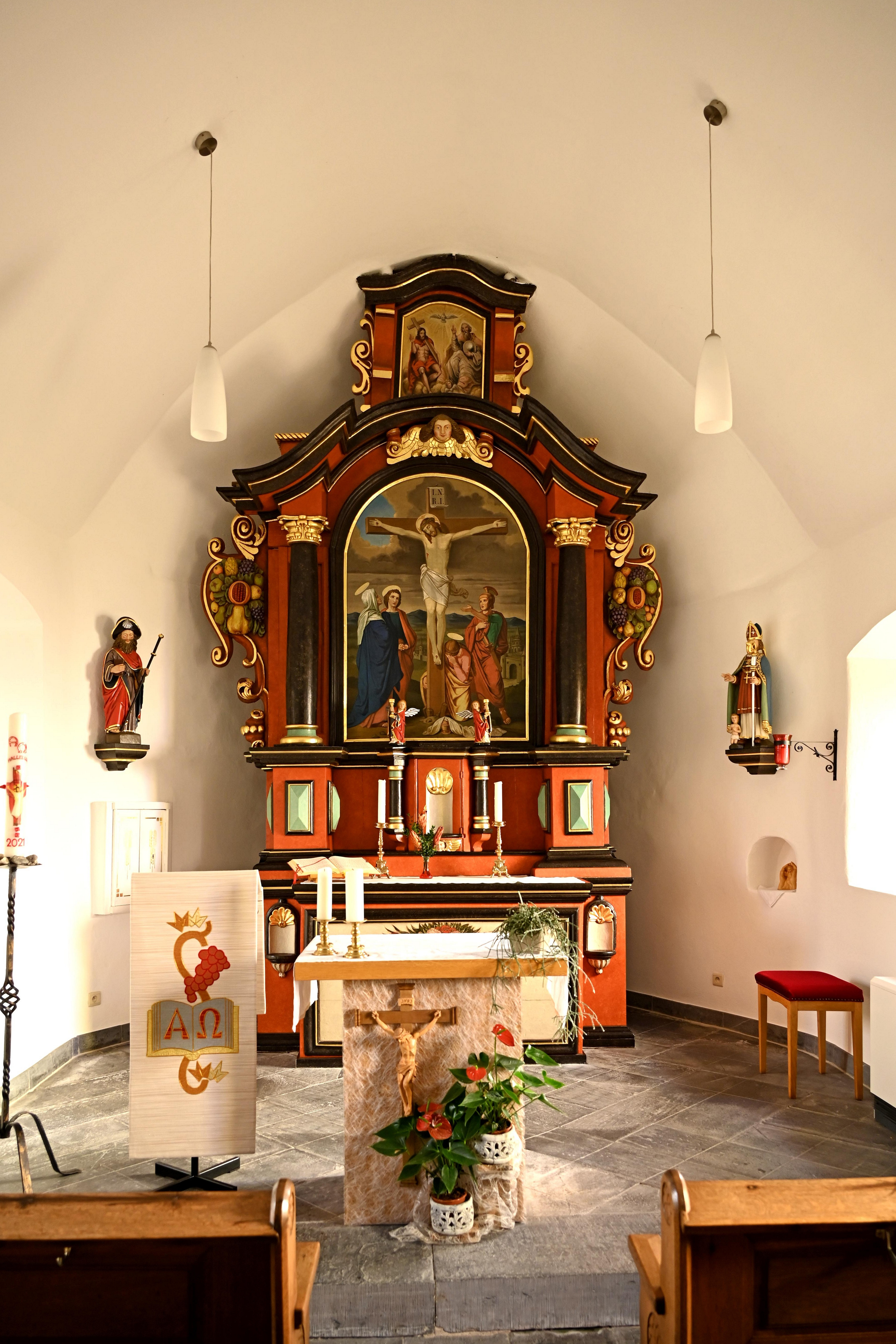
Barocker Hochaltar
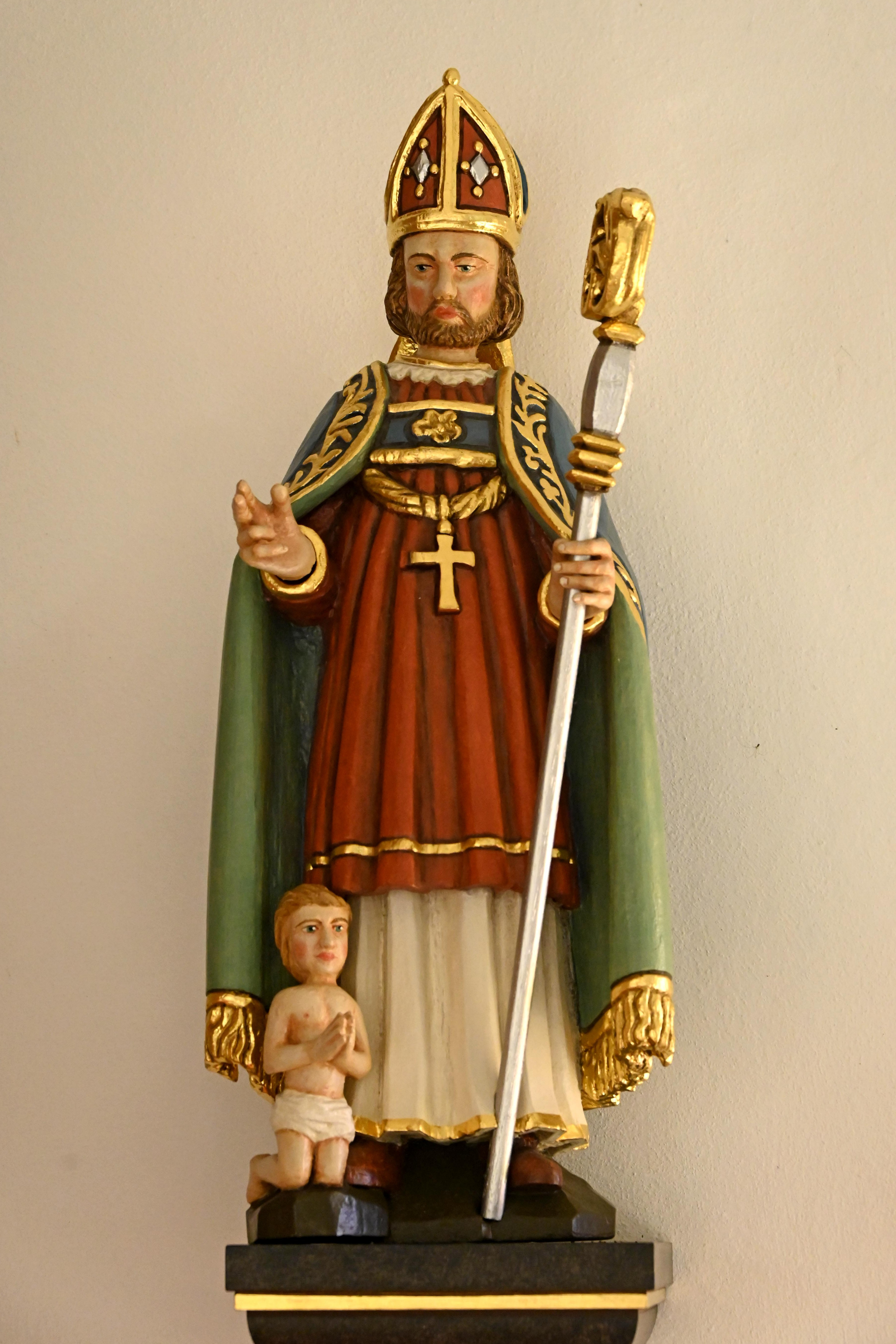
Statue St. Brictius
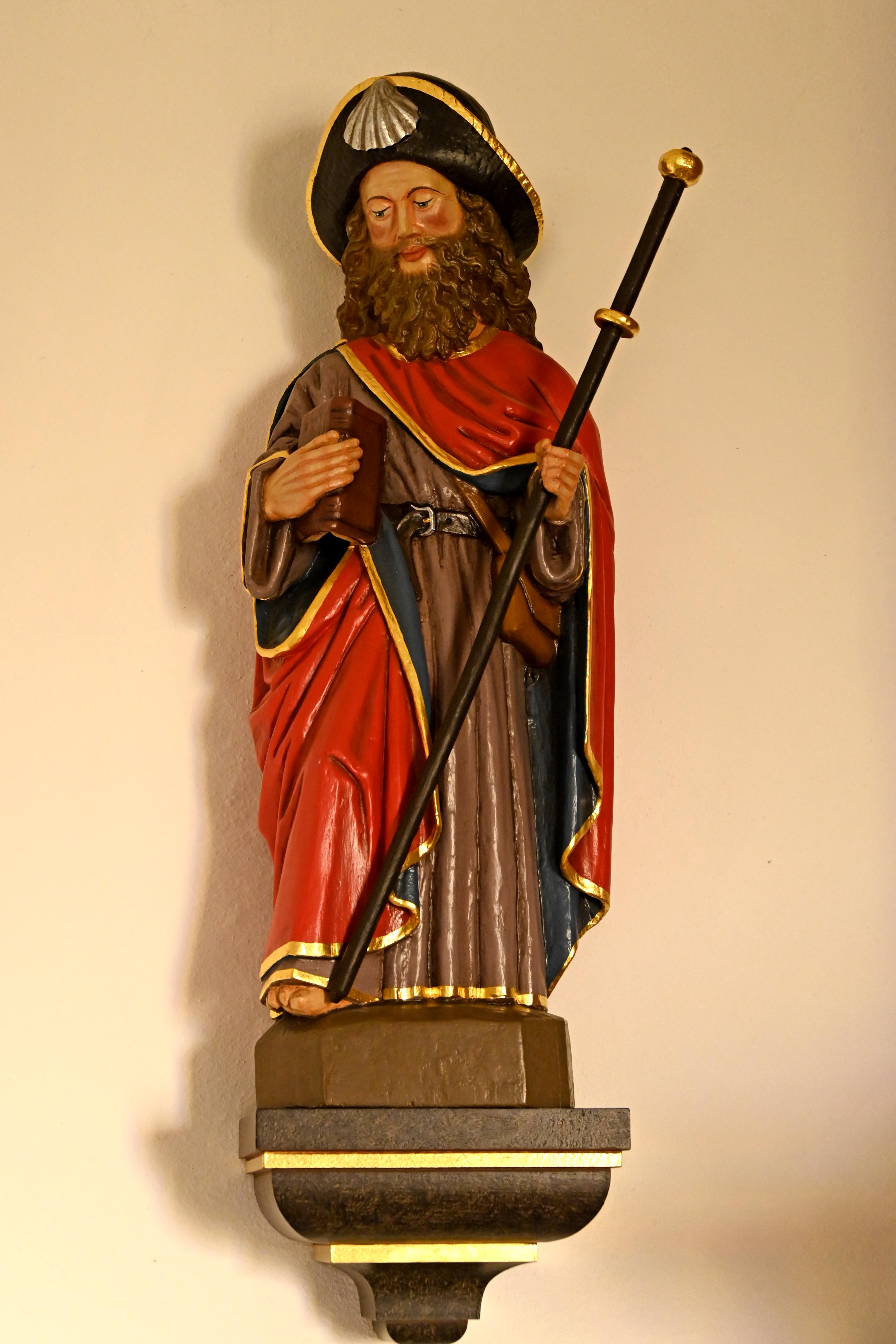
Statue St. Jakobus
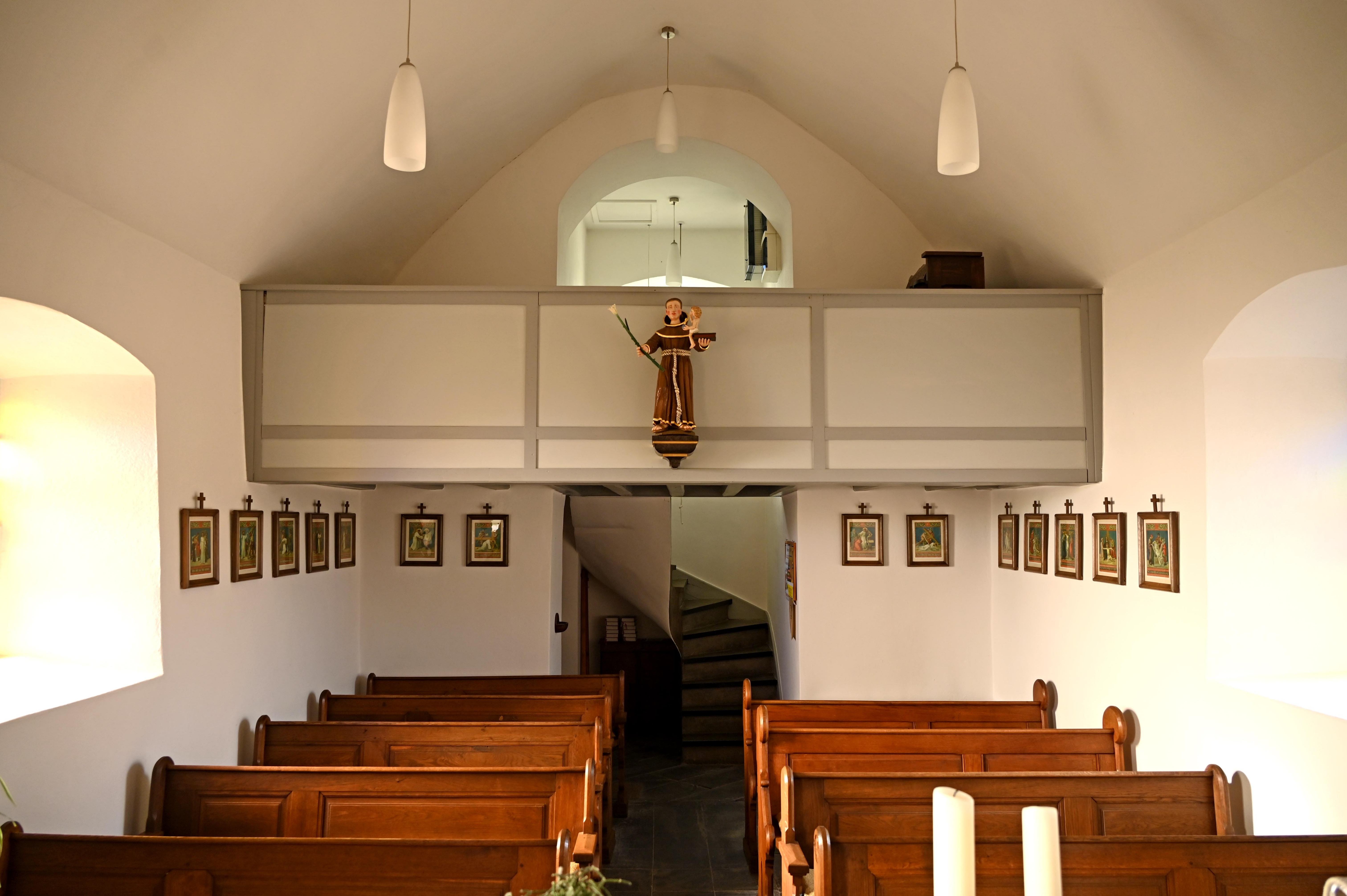
Innenraum mit Empore

## Geschichte
Merlscheid wurde in der fränkischen Ausbauperiode zwischen 800 und 1100 n. Chr. gegründet. Als ältester Beleg gilt das Heberegister der Moselfahrten (1538) in der Form Merscheit.